# Anarchismo filosofico
L'anarchismo filosofico è una corrente dell'anarchismo che si basa su una libera interpretazione dell'anarchismo. 
Nella maggior parte dei casi gli anarco-filosofici, come gli anarco-pacifisti (corrente derivata dall'anarchismo filosofico insieme all'anarchismo cristiano), non si basano sulla totale eliminazione dello Stato: cercano piuttosto, con la nonviolenza, di non obbedire totalmente sulle sue leggi, sebbene alcuni di essi non escludano la difesa armata in certi casi. 

## Esponenti
Tra i filosofi anarchici contemporanei ritroviamo John Simmons, Noam Chomsky e Robert Paul Wolff, mentre tra i maggiori personaggi riconducibili all'anarchismo filosofico si potrebbero annoverare Martin Luther King Jr., Mahatma Gandhi, William Godwin, Dorothy Day, Lev Tolstoj, Nikolaj Aleksandrovič Berdjaev, Pierre-Joseph Proudhon e in un certo senso Max Stirner.